# Funkční větná perspektiva
Funkční větná perspektiva je v lingvistice teorie popisující informační strukturu věty a jazykové komunikace obecně. Je rozvíjena v tradici Pražské školy funkční a strukturální lingvistiky spolu se sesterskou teorií aktuálního členění (anglicky Topic-Focus Articulation).
Klíčové koncepty funkční větné perspektivy popsal Jan Firbas v polovině 50. let 20. století v návaznosti na lingvistické práce Viléma Mathesia, především na jeho myšlenku funkční syntaxe v lingvistické charakterologii jazyka.

## Terminologie
Pojem functional sentence perspective vytvořil Jan Firbas jako pohodlnější anglický ekvivalent Mathesiova českého termínu aktuální členění větné:
| „                    | „Není bez zajímavosti, že Mathesius, který Weilovo dílo znal, vymyslel šťastný termín „aktuální členění větné“. … Protože anglické 'actual' není přesným ekvivalentem českého 'aktuální', bylo třeba pro angličtinu najít jiný výraz. Přijal jsem návrh profesora Josefa Vachka a začal používat termín „functional sentence perspective“ (FSP; Firbas 1957). Termín vychází z Mathesiova termínu „Satzperspektive“. Na Vachkův návrh jsem přidal přívlastek „funkční“. Tak si termín „funkční větná perspektiva“ (FSP) našel cestu do literatury.“ | “ |
| — Firbas, 1994, s. 4 | |   |

V české lingvistice se nyní používá doslovný překlad funkční větná perspektiva anglického termínu functional sentence perspective pro označení přístupu pramenícího z děl Jana Firbase a jeho následovníků, zatímco původní Mathesiův český termín aktuální členění větné je obvykle používán skupinou lingvistů, kteří rozpracovávají aktuální členění (anglicky Topic-Focus Articulation) tj. Petr Sgall, Eva Hajičová, Jarmila Panevová a jejich žáků, bez ohledu na fakt, že oba termíny se v některých českých příspěvcích k tématu informační struktury jazyka používají stále jako synonyma.(Srovnejte s Karlík - Nekula - Pleskalová (2002))

### Klíčové termíny
- komunikační dynamičnost
- téma, vlastní téma, diatéma, hypertéma, tematický postup
- přechod, vlastní přechod
- réma, vlastní réma, rematizátory
- komunikační jednotky, komunikační pole

#### FSP faktory
- větná linearita
- Firbasovské dynamické sémantické stupnice, dynamické sémantické funkce
- kontext
- prozodie

## Klíčoví výzkumníci
- František Daneš (jazykovědec)
- Libuše Dušková
- Jan Firbas
- Vilém Mathesius
- Aleš Svoboda (anglista)